# ساعت آخرالزمان
ساعت آخرالزمان یا ساعت روز قیامت (به انگلیسی: Doomsday Clock) نمادی است که هرساله احتمال وقوع فجایع آخرالزمانی را که زاده عملکرد انسان است نشان می‌دهد. این ساعت از سال ۱۹۴۷ توسط اعضای بولتن دانشمندان اتمی تنظیم می‌شود و نشان دهنده احتمال وقوع اتفاقاتی چون جنگ هسته‌ای است. این ساعت از سال ۲۰۰۷ تغییرات اقلیمی و تحولات جدید در علوم و فناوری‌هایی را که به دست بشر رخ داده و می‌تواند سبب بروز آسیب‌های جبران‌ناپذیر شود، منعکس می‌کند.
تصمیم‌گیری در مورد حرکت ساعت آخرالزمان از اهمیت ویژه‌ای برخوردار است. اعضای بولتن دانشمندان اتمی هر ساله یک بار در ماه ژوئن و یک بار در ماه نوامبر گرد هم می‌آیند و در مورد این ساعت تصمیم‌گیری می‌کنند. این تصمیم‌گیری با حضور و مشورت گروهی از دانشمندان شامل ۱۵ برنده جایزه نوبل صورت می‌پذیرد.
هرچه ساعت آخرالزمان به نیمه‌شب نزدیک‌تر باشد احتمال وقوع فاجعه‌ای جهانی بیشتر است.

## تغییرات
به‌دلیل آزمایش بمب هیدروژنی در نوامبر ۱۹۵۲ توسط آمریکا، در سال ۱۹۵۳ ساعت بر روی دو دقیقه مانده به نیمه شب تنظیم شد که نزدیک‌ترین زمان به پایان جهان بود. در مقابل، سال ۱۹۹۱ که جنگ سرد به پایان رسید؛ این ساعت روی ۱۷ دقیقه مانده به نیمه‌شب تنظیم شد.
در نوامبر ۲۰۱۸ به دلیل تهدیدات ناشی از تغییرات اقلیمی و افزایش خطر جنگ هسته‌ای، ساعت آخرالزمان ۳۰ ثانیه جلو کشیده شد و به ۲ دقیقه قبل از نیمه شب رسید.
در ژانویه ۲۰۲۳ به دلیل افزایش تنش میان روسیه و اوکراین و همچنین تهدیدات اتمی روسیه ۱۰ ثانیه به جلو کشیده شد.
خطراتی مانند جنگ هسته‌ای و تغییرات آب و هوایی که دنیا با آن روبه‌رو است باعث شد تا ساعت آخرالزمان در سال ۲۰۲۳ نیز به جلو کشیده شد و دنیا ۱۰ ثانیه به آخرالزمان نزدیکتر شد.